# 桃谷車站
桃谷車站（日语：／ Momodani eki */?）是一由西日本旅客鐵道（JR西日本）所經營的鐵路車站，位於日本大阪府大阪市天王寺區堂芝一丁目（堂ケ芝一丁目）。桃谷車站是JR西日本所屬的大阪環狀線之沿線車站，也是JR西日本旗下大阪近郊鐵路路線群都市網路（アーバンネットワーク，Urban Network）所屬的車站，根據JR的特定都區市內制度，被劃分為「大阪市內」的車站之一。桃谷車站在（第一代）大阪鐵道初設站時，原名桃山車站。

## 車站構造
對向式月台2面2線的高架車站，由於沒有轉轍器與絕對信號機被分類為停留所。閘口只設1個。

### 月台配置
| 月台 | 路線       | 方向 | 目的地             |
| ---- | ---------- | ---- | ------------------ |
| 1    | 大阪環狀線 | 內環 | 鶴橋、京橋方向     |
| 2    | 大阪環狀線 | 外環 | 天王寺、新今宮方向 |

## 利用狀況
2018年（平成30年）度1日平均上車人次為18,265人。
近年1日平均上車人次如下表。
| 年度               | 1日平均 上車人次 | 來源     |
| ------------------ | ---------------- | -------- |
| 1990年（平成02年） | 21,225           | [ * 1 ]  |
| 1991年（平成03年） | 21,229           | [ * 2 ]  |
| 1992年（平成04年） | 21,409           | [ * 3 ]  |
| 1993年（平成05年） | 21,890           | [ * 4 ]  |
| 1994年（平成06年） | 21,859           | [ * 5 ]  |
| 1995年（平成07年） | 21,902           | [ * 6 ]  |
| 1996年（平成08年） | 21,987           | [ * 7 ]  |
| 1997年（平成09年） | 21,716           | [ * 8 ]  |
| 1998年（平成10年） | 21,151           | [ * 9 ]  |
| 1999年（平成11年） | 20,575           | [ * 10 ] |
| 2000年（平成12年） | 19,920           | [ * 11 ] |
| 2001年（平成13年） | 19,630           | [ * 12 ] |
| 2002年（平成14年） | 18,916           | [ * 13 ] |
| 2003年（平成15年） | 18,776           | [ * 14 ] |
| 2004年（平成16年） | 18,426           | [ * 15 ] |
| 2005年（平成17年） | 18,343           | [ * 16 ] |
| 2006年（平成18年） | 18,109           | [ * 17 ] |
| 2007年（平成19年） | 17,806           | [ * 18 ] |
| 2008年（平成20年） | 17,731           | [ * 19 ] |
| 2009年（平成21年） | 17,382           | [ * 20 ] |
| 2010年（平成22年） | 17,107           | [ * 21 ] |
| 2011年（平成23年） | 16,981           | [ * 22 ] |
| 2012年（平成24年） | 17,683           | [ * 23 ] |
| 2013年（平成25年） | 17,797           | [ * 24 ] |
| 2014年（平成26年） | 17,312           | [ * 25 ] |
| 2015年（平成27年） | 17,605           | [ * 26 ] |
| 2016年（平成28年） | 17,696           | [ * 27 ] |
| 2017年（平成29年） | 18,193           | [ * 28 ] |
| 2018年（平成30年） | 18,265           | [ * 29 ] |

## 相鄰車站
西日本旅客鐵道
 大阪環状線
■大和路快速、■區間快速、■關空快速、■紀州路快速、■快速、■直通快速、■普通
寺田町（JR-O02）－桃谷（JR-O03）－鶴橋（JR-O04）

### 利用狀況
1. ↑  大阪府統計年鑑 （页面存档备份，存于） - 大阪府
2. ↑  大阪市統計書 （页面存档备份，存于） - 大阪市

大阪府統計年鑑
1. ↑  大阪府統計年鑑（平成3年）PDF
2. ↑  大阪府統計年鑑（平成4年）PDF
3. ↑  大阪府統計年鑑（平成5年）PDF
4. ↑  大阪府統計年鑑（平成6年）PDF
5. ↑  大阪府統計年鑑（平成7年）PDF
6. ↑  大阪府統計年鑑（平成8年）PDF
7. ↑  大阪府統計年鑑（平成9年）PDF
8. ↑  大阪府統計年鑑（平成10年）PDF
9. ↑  大阪府統計年鑑（平成11年）PDF
10. ↑  大阪府統計年鑑（平成12年）PDF
11. ↑  大阪府統計年鑑（平成13年）PDF
12. ↑  大阪府統計年鑑（平成14年）PDF
13. ↑  大阪府統計年鑑（平成15年）PDF
14. ↑  大阪府統計年鑑（平成16年）PDF
15. ↑  大阪府統計年鑑（平成17年）PDF
16. ↑  大阪府統計年鑑（平成18年）PDF
17. ↑  大阪府統計年鑑（平成19年）PDF
18. ↑  大阪府統計年鑑（平成20年）PDF
19. ↑  大阪府統計年鑑（平成21年）PDF
20. ↑  大阪府統計年鑑（平成22年）PDF
21. ↑  大阪府統計年鑑（平成23年）PDF
22. ↑  大阪府統計年鑑（平成24年）PDF
23. ↑  大阪府統計年鑑（平成25年）PDF
24. ↑  大阪府統計年鑑（平成26年）PDF
25. ↑  大阪府統計年鑑（平成27年）PDF
26. ↑  大阪府統計年鑑（平成28年）PDF
27. ↑  大阪府統計年鑑（平成29年）PDF
28. ↑  大阪府統計年鑑（平成30年）PDF
29. ↑  大阪府統計年鑑（令和元年）PDF

## 外部連結
- 桃谷｜車站資訊：JR出門網 - 西日本旅客鐵道

34°39′31″N 135°31′40.6″E / 34.65861°N 135.527944°E